# ハーティトラスト
ハーティトラスト・デジタルライブラリ (英語: HathiTrust Digital Library、略称: ハーティトラスト) とは、アメリカ合衆国を中心とした世界各国の大学等の図書館が所管する書籍や報道資料をデジタル・アーカイブする電子図書館である。2008年発足当初の収蔵書籍数は200万冊 (パブリックドメインに帰す書籍全体の約16%に相当) だったが、10年後の2018年10月時点では1億6700万冊まで拡大し、参加図書館数も世界140を超えている。

## 概要
ハーティトラストは2008年1月から立ち上げ準備に着手し、幹事のミシガン大学図書館長 Paul Courant、インディアナ大学図書館を中心に同年10月に米国の中西部を中心としたビッグ10大学連盟 (旧The Committee on Institutional Cooperation) に加盟する12の大学、シカゴ大学、およびカリフォルニア大学傘下の11の図書館によって正式に共同設立された。「Hathi」はヒンディー語/ウルドゥー語でゾウを意味し、優れた記憶力で有名な動物である。
デジタル化された著作物は、Google ブックスやインターネットアーカイブ、マイクロソフトといったデジタル・コンテンツの流通を促進する私企業サービスの他、ハーティトラストに参画する各図書館が独自に保有するシステムに提供されている。デジタル化は、著作権法上の保護下とパブリックドメイン (保護対象外または保護期間が消滅したもの) の両方を対象としている。著作権保護下の著作物の場合、デジタル化にあたっては著作権者からの利用許諾が必要とされるため、ハーティトラストではクリエイティブ・コモンズの方式を採用している。また、デジタル化された著作物やその利用者は世界各国に渡り、各国の著作権法によって保護期間が異なることから、保護ステータスを判別するために利用者のIPアドレスなどを捕捉している。
運営コストは、参加図書館や図書館コンソーシアムが提供するデジタル著作物の量に比例して按分され、デジタル著作物を収録したリポジトリはインディアナ大学とミシガン大学によって運営されている。ハーティトラストの理事会メンバーは12名で構成され、その半数を設立原加盟の各大学が占める会則となっている。2019年時点の理事長はアイオワ大学のen:John Culshawが務める。

## 著作権問題
2011年9月、全米作家協会は大規模な著作権侵害を犯しているとしてハーティトラストを提訴した。ニューヨーク南部地区連邦地方裁判所は2012年10月、ハーティトラストによるGoogleがスキャンした書籍の仕様は米国著作権法の定めたフェアユース (公正利用) にあたると判断し、全米作家協会の訴えを退けた。
なお同協会は2005年9月、Googleブックスを運営するGoogleに対して、同じく著作権侵害の集団訴訟を起こしている。フェアユース定理の判断基準の一つに非営利性が挙げられていることや、Googleブックスが世界各国でサービス展開していることから複雑性が増し、対ハーティトラストの判決が約1年で決着したのに対し、対Googleの最終判決には約11年を要したが、こちらもフェアユースと判断された。

### 註釈
1. ↑  内訳はインディアナ大学、イリノイ大学、イリノイ大学シカゴ校、アイオワ大学、ミシガン大学、ミシガン州立大学、ミネソタ大学、ノースウェスタン大学、オハイオ州立大学、ペンシルベニア州立大学、パデュー大学、ウィスコンシン大学マディソン校 (アルファベット順) である。
2. ↑  原加盟大学の理事割り当ての内訳はカリフォルニア大学が2席、創設幹事のインディアナ大学とミシガン大学が1席ずつ、残りの10校から3席となっている[9]。

## 関連資料
発行年順
- ミラー ラッシュ・G、ショットランダー ブライアン、ジョーダン ジェイ、平原禎子、廣瀬絵里子「2011年図書館国際セミナー「進化する学術情報環境と図書館の未来」」『情報の科学と技術』第62巻第1号、一般社団法人 情報科学技術協会、2012年、p.33-39。ISSN 0913-3801、NAID 110008898102、doi:10.18919/jkg.62.1_33。
- Michel, Jason Paul. Web service APIs and libraries、ALA Editions、2013年、ISBN 9780838911822、NCID BB11833712。
- Fenlon, K.; Fallaw, C.; Cole, T.; Han M.-J. "A preliminary evaluation of hathitrust metadata: Assessing the sufficiency of legacy records". Proceedings of the 2014 14th IEEE/ACM Joint Conference on Digital Libraries. pp317-320, 2014-09-01. ISSN 1552-5996, OCLC 5713408816. Database: IEEE Xplore Digital Library.
- 生貝直人「デジタルアーカイブと法政策：統合ポータル，著作権，全文検索」『大学図書館研究』第104巻、ISSN 0386-0507、国公私立大学図書館協力委員会、2016年、p.11-18、NAID 130006077840、doi:10.20722/jcul.1459。
- Koehl, E.D.; Dubnicek, R. "Text Mining with HathiTrust". 2019 ACM/IEEE Joint Conference on Digital Libraries (JCDL), vol.2019-June, Digital Libraries (JCDL), 2019-06-01:451-452. ISSN 1552-5996, OCLC 8216646887. Database: IEEE Xplore Digital Library.